# Valderamo II di Nassau
Valderamo II di Nassau, in tedesco Walram II. von Nassau (1220 circa – 24 gennaio 1276), fu conte di Nassau ed è l'antenato della linea valderamica del Casato di Nassau.

## Biografia
Valderamo II era il secondo figlio del conte Enrico II di Nassau e di Matilde di Gheldria e Zutphen, del casato di Egmond, figlia minore del conte Ottone I di Gheldria e Zutphen e di Riccarda di Baviera, figlia a sua volta di Ottone I di Wittelsbach, duca di Baviera. Valderamo è menzionato per la prima volta n un documentato datato 20 luglio 1245.
Valderamo succedette al padre prima del 1251, congiuntamente con il fratello Ottone I. Nel 1251 ottennero il titolo di città per Herborn da parte di Guglielmo II d'Olanda, re dei Romani.
Valderamo II e Ottone I divisero la contea di Nassau il 16 dicembre 1255, definendo il confine in corrispondenza con il fiume Lahn. Il trattato di suddivisione è ad oggi conosciuto come Prima divisio. Valderamo ottenne l'area a Sud del Lahn: le signorie di Wiesbaden, Idstein, i distretti (Amt) di Weilburg (con il Wehrholz) e Bleidenstadt. Il castello di Nassau e relative dipendenze (Dreiherrische), i distretti di Miehlen e Schönau (l'abbazia di Schönau vicino a Strüth), il Vierherrengericht, il castello di Laurenburg, l'Esterau (posseduto congiuntamente ai conti di Dietz) e i feudi in Assia rimasero proprietà comune.
In seguito, probabilmente poco dopo la stipula dell'accordo, Valderamo espresse la propria insoddisfazione per alcune condizioni dello stesso e tentò di farle modificare. Se stesse agendo sotto l'influenza della malattia mentale di cui soffriva non è chiaro, ciò che è certo è che in un attacco di follia bruciò la propria copia del trattato.
Valderamo fu Hofmarschall (maresciallo di corte) e Geheimrat (consigliere) del re Rodolfo I d'Asburgo.
Valderamo perse numerose città, tra cui Niederlahnstein, Pfaffenhofen e Vallendar, a favore dell'Elettorato di Treviri. Si aggregò inoltre alla faida di Dernbach contro l'Assia. Egli morì, probabilmente squilibrato mentalmente, il 24 gennaio 1276. Gli succedette il figlio Adolfo.

## Matrimonio e discendenza
Valderamo II si sposò prima del 1250 con Adelaide di Katzenelnbogen († 22 febbraio 1288), figlia del conte Diether IV di Katzenelnbogen. Rimasta vedova, Adelaide divenne monaca clarissa a Wiesbaden (durante l'estate) e Magonza (nel periodo invernale); venne sepolta nel monastero di Santa Chiara di Magonza.
Dal matrimonio nacquero i seguenti figli:
- Diether (1250 circa - 1307), fu arcivescovo di Treviri dal 1300 al 1307;
- Adolfo (1255 circa - 1298), succedette al padre come conte di Nassau e fu re dei Romani dal 1292 al 1298;
- Riccarda († 1311), fu monaca clarissa presso il monastero di Santa Chiara a Magonza e successivamente nell'abbazia di Klarenthal, vicino a Wiesbaden;
- Matilde, morta in giovane età;
- Imagina († prima del 1276), potrebbe aver sposato Federico di Lichtenberg.

## Ascendenza
|                        |                      |                        | Genitori                         |  |  | Nonni |  |  | Bisnonni                |  |  | Trisnonni                 |  |
|                        |                      |                        |                                  |  |  |       |  |  | Roberto I di Laurenburg |  |  | Dudo-Enrico di Laurenburg |  |
|                        |                      |                        |                                  |  |  |       |  |  | Roberto I di Laurenburg |  |  | Dudo-Enrico di Laurenburg |  |
|                        |                      | …                      |                                  |  |  |       |  |  | Roberto I di Laurenburg |  |  |                           |  |
| Valderamo I di Nassau  |                      |                        |                                  |  |  |       |  |  | Roberto I di Laurenburg |  |  |                           |  |
|                        |                      | …                      | …                                |  |  |       |  |  |                         |  |  |                           |  |
|                        |                      | …                      | …                                |  |  |       |  |  |                         |  |  |                           |  |
|                        |                      | …                      | …                                |  |  |       |  |  |                         |  |  |                           |  |
| Enrico II di Nassau    |                      | …                      |                                  |  |  |       |  |  |                         |  |  |                           |  |
|                        |                      | …                      | …                                |  |  |       |  |  |                         |  |  |                           |  |
|                        |                      | …                      | …                                |  |  |       |  |  |                         |  |  |                           |  |
|                        |                      | …                      | …                                |  |  |       |  |  |                         |  |  |                           |  |
| Cunegonda              |                      | …                      |                                  |  |  |       |  |  |                         |  |  |                           |  |
|                        |                      | …                      | …                                |  |  |       |  |  |                         |  |  |                           |  |
|                        |                      | …                      | …                                |  |  |       |  |  |                         |  |  |                           |  |
|                        |                      | …                      | …                                |  |  |       |  |  |                         |  |  |                           |  |
| Valderamo II di Nassau |                      | …                      |                                  |  |  |       |  |  |                         |  |  |                           |  |
|                        | Enrico I di Gheldria | Gerardo II di Gheldria |                                  |  |  |       |  |  |                         |  |  |                           |  |
|                        | Enrico I di Gheldria | Gerardo II di Gheldria |                                  |  |  |       |  |  |                         |  |  |                           |  |
|                        | Enrico I di Gheldria | Ermengarda di Zutphen  |                                  |  |  |       |  |  |                         |  |  |                           |  |
| Ottone I di Gheldria   | Enrico I di Gheldria |                        |                                  |  |  |       |  |  |                         |  |  |                           |  |
|                        |                      | Agnese di Arnstein     | …                                |  |  |       |  |  |                         |  |  |                           |  |
|                        |                      | Agnese di Arnstein     | …                                |  |  |       |  |  |                         |  |  |                           |  |
|                        |                      | Agnese di Arnstein     | …                                |  |  |       |  |  |                         |  |  |                           |  |
| Matilde di Gheldria    |                      | Agnese di Arnstein     |                                  |  |  |       |  |  |                         |  |  |                           |  |
|                        |                      | Ottone I di Baviera    | Ottone IV di Wittelsbach         |  |  |       |  |  |                         |  |  |                           |  |
|                        |                      | Ottone I di Baviera    | Ottone IV di Wittelsbach         |  |  |       |  |  |                         |  |  |                           |  |
|                        |                      | Ottone I di Baviera    | Heilika di Pettendorf-Lengenfeld |  |  |       |  |  |                         |  |  |                           |  |
| Riccarda di Baviera    |                      | Ottone I di Baviera    |                                  |  |  |       |  |  |                         |  |  |                           |  |
|                        |                      | Agnese di Loon         | Luigi I di Loon                  |  |  |       |  |  |                         |  |  |                           |  |
|                        |                      | Agnese di Loon         | Luigi I di Loon                  |  |  |       |  |  |                         |  |  |                           |  |
|                        |                      | Agnese di Loon         | Agnese di Metz                   |  |  |       |  |  |                         |  |  |                           |  |
|                        |                      | Agnese di Loon         |                                  |  |  |       |  |  |                         |  |  |                           |  |